# Adam Najem
Adam Najem (* 19. Januar 1995 in Wayne, New Jersey) ist ein US-amerikanisch-afghanischer Fußballspieler.

## Karriere

### Vereinskarriere
Najem begann seine Karriere 2006 in der Jugend der New York Red Bulls. Zwischen 2013 und 2016 spielte er in der Mannschaft seines Colleges, der University of Akron, wo er in 89 Spielen 33 Tore und 29 Vorlagen erzielte. In dieser Zeit spielte er auch bei den Michigan Bucks, mit denen er 2016 die PDL Championship gewann. Im Februar 2017 unterschrieb der Mittelfeldspieler beim MLS-Klub Philadelphia Union, nachdem der Verein die Rechte bei den New York Red Bulls im Austausch für einen Zweitrundenpick im MLS SuperDraft 2018 erwarb. Er debütierte am 1. April 2017 beim Farmteam von Philadelphia, Bethlehem Steel, bei der 2:3-Niederlage gegen die Rochester Rhinos. Nach fünf Spielen für Philadelphia Union und 37 Spielen für Bethlehem Steel lief sein Vertrag zum Saisonende 2018 aus. Zur Saison 2019 wechselte der Mittelfeldspieler zur neu gegründeten Franchise Memphis 901 FC. Doch schon ein Jahr später wechselte er weiter zum polnischen Zweitligisten Wigry Suwałki. Dort blieb er allerdings nur drei Monate und kehrte in die USA zurück und schloss sich den Tampa Bay Rowdies an. 2021 ging er dann in die Canadian Premier League zum FC Edmonton. Nach kurzer Vereinslosigkeit spielte er von Mai 2022 bis Juli 2022 für die New York Red Bulls II in der USL Championship. Hier bestritt er vier Ligaspiele. Am 11. Juli 2022 ging er nach Indonesien. Hier unterschrieb er einen Vertrag beim Erstligisten Bhayangkara FC.

### Nationalmannschaft
Im August 2018 wurden Adam und sein Bruder David Najem erstmals für die afghanische A-Nationalmannschaft beim Spiel gegen Palästina nominiert. Im Gegensatz zu seinem Bruder, der aufgrund einer Verletzung nicht mitwirken konnte, debütierte Adam beim 0:0-Unentschieden am 19. August 2018. Mittlerweile absolvierte der Mittelfeldspieler 15 Partien für sein Land, einen Treffer konnte er bisher nicht erzielen.

## Erfolge
Michigan Bucks
- PDL Championship: 2016

## Privates
Najem wurde als Sohn eines afghanischen Vaters und einer belarussischen Mutter in Wayne in New Jersey geboren und wuchs gemeinsam mit seinem Bruder David in Clifton auf. Sein Cousin Benjamin Nadjem spielt ebenfalls in der afghanischen Nationalmannschaft.